# Grafia (planta)
- Commons
- Wikispecies

Grafia é um género botânico pertencente à família Apiaceae.
1. ↑  «Grafia — World Flora Online». www.worldfloraonline.org. Consultado em 19 de agosto de 2020